# たつの海
たつの海（たつのうみ）は、長野県上伊那郡辰野町樋口にあるため池である。貯水量は3万立方メートル、面積は2万7000平方メートル。ため池の水は、一級河川天竜川水系沢底川より600メートルポンプアップし、貯水し河川の水を温め農業用水として排水する、いわゆる温水ため池として1969年（昭和44年）に完成し、下流の水田33ヘクタールの灌漑用水として使用している。2010年（平成22年）3月25日に荒神山ため池（たつの海）として農林水産省のため池百選に選定された。

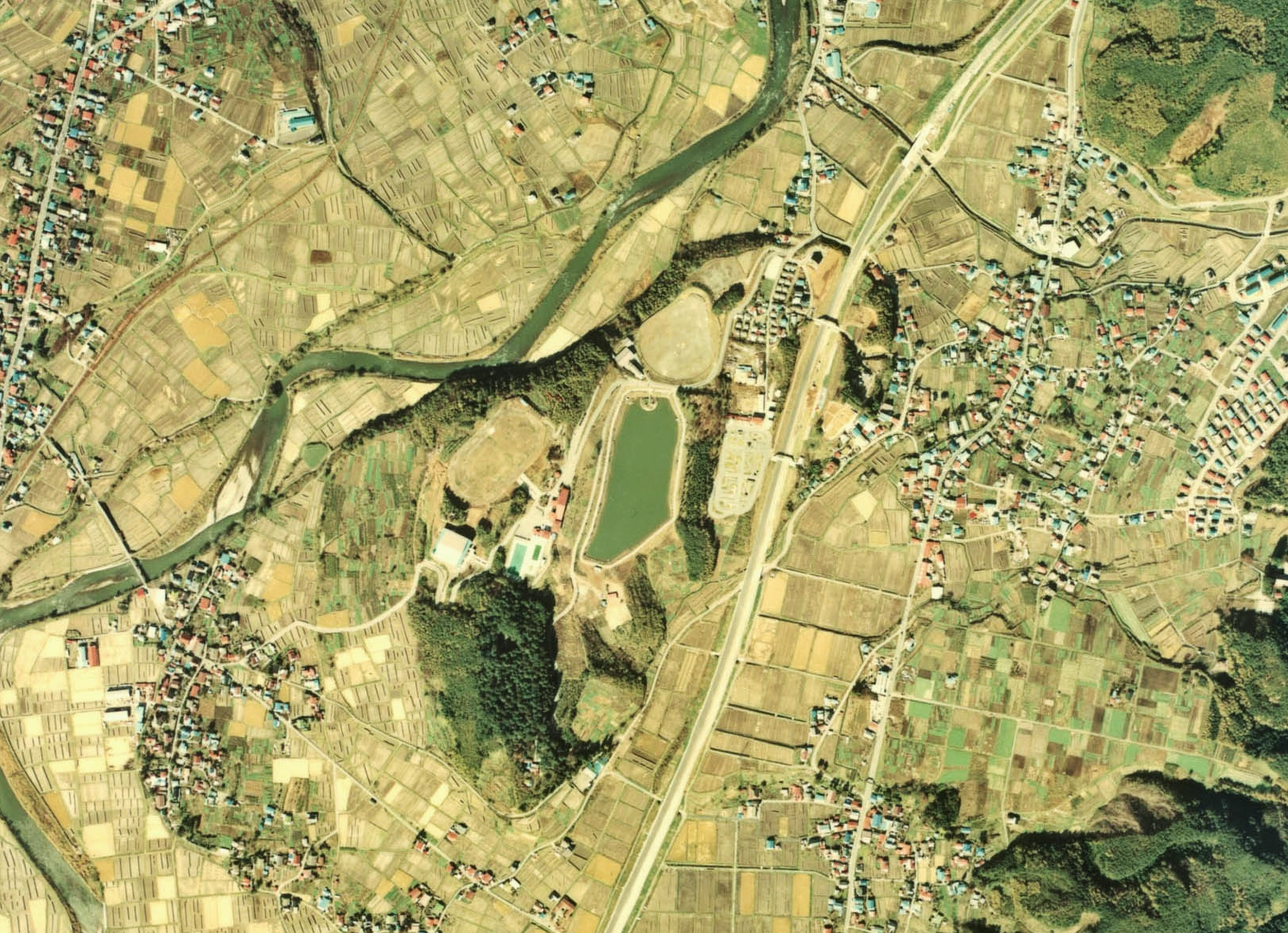
たつの海周辺の空中写真。画像中央の池が、たつの海。西側を天竜川が流れ、東側を中央自動車道が走る。1976年撮影。
。

## 荒神山スポーツ公園

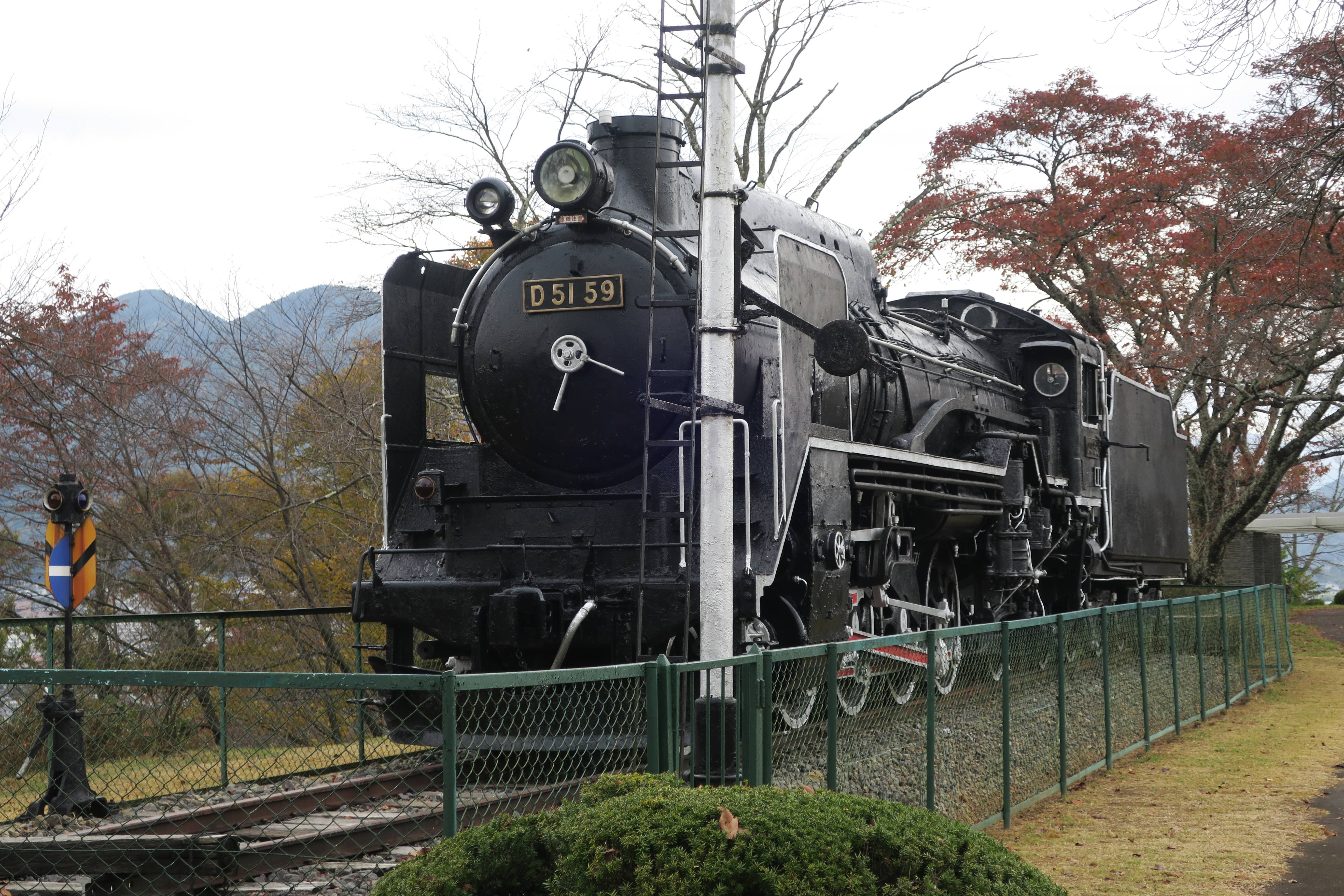
D51 59号機

周辺は荒神山スポーツ公園して整備されており、ハクチョウやアヒルのいる親水地域、春の桜や冬には静態保存されているD51蒸気機関車のライトアップやイルミネーションなどのイベント、また湖畔はウォーキングコースとして整備されている。
春には、湖上に約150匹の鯉のぼりが渡され、約800本のソメイヨシノ、シダレザクラ、ヤエザクラ等の多数のサクラが咲き「荒神山さくら祭り」が開催され、花見の名所でもある。

### 名勝・施設
- 荒神山
- たつの荒神山温泉
- テニスコート
- 野球場
- ほたるドーム（室内運動場）
- 陸上競技場
- マレットゴルフ場
- 体育館
- 武道館
- 辰野美術館
- 世界昆虫博物館
- 赤羽焼窯跡
- たつの未来館アラパ

## アクセス

### 道路
- 長野県道203号与地辰野線荒神山スポーツ公園

### 公共交通機関
- 飯田線伊那新町駅下車
- 中央本線辰野駅下車